# Miss International

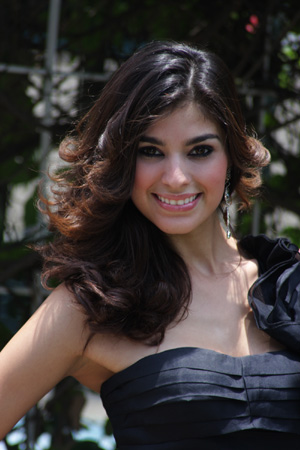
Miss International 2009
Anagabriela Espinoza, Mexikó

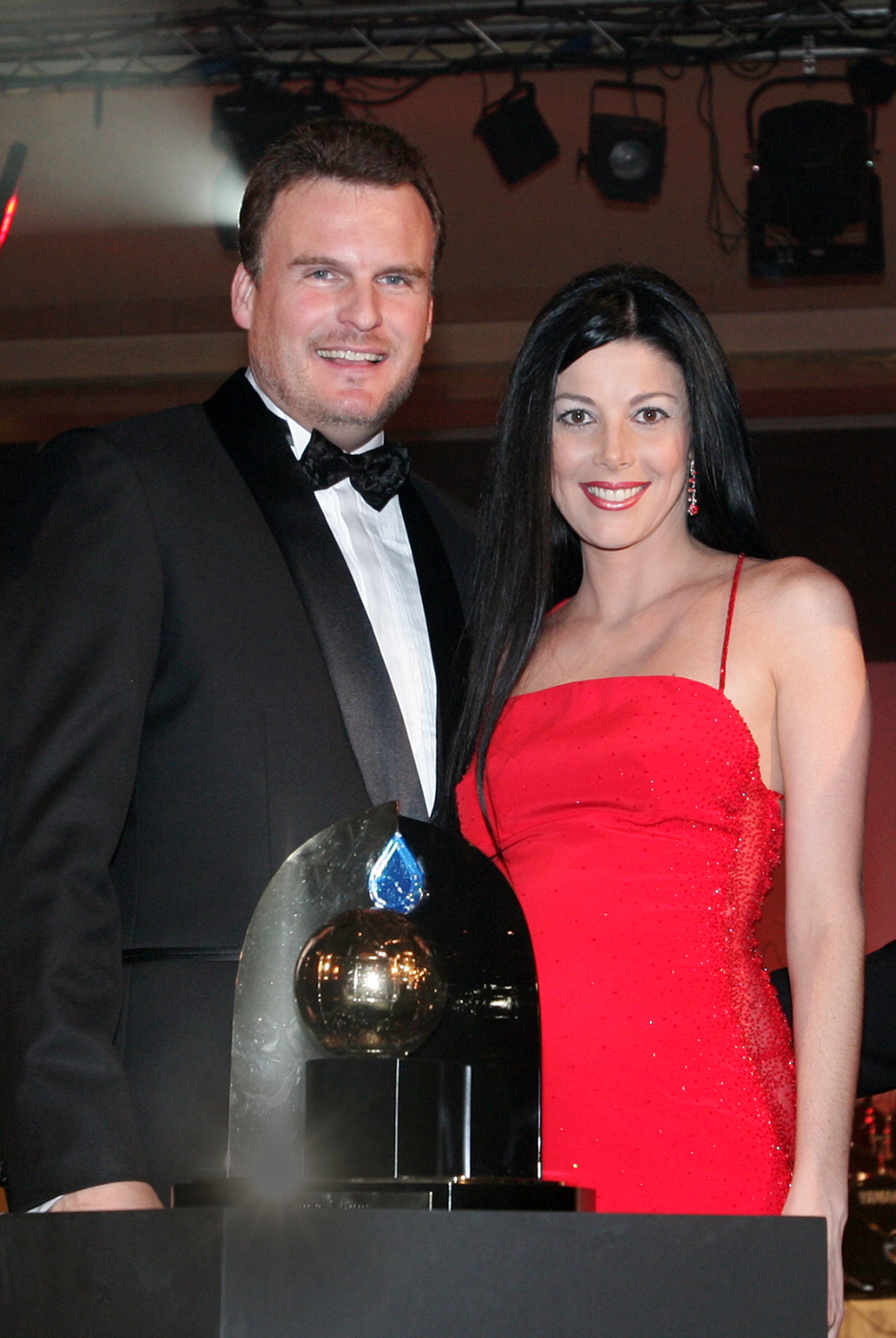
Miss International 1996
Fernanda Alves, Portugália

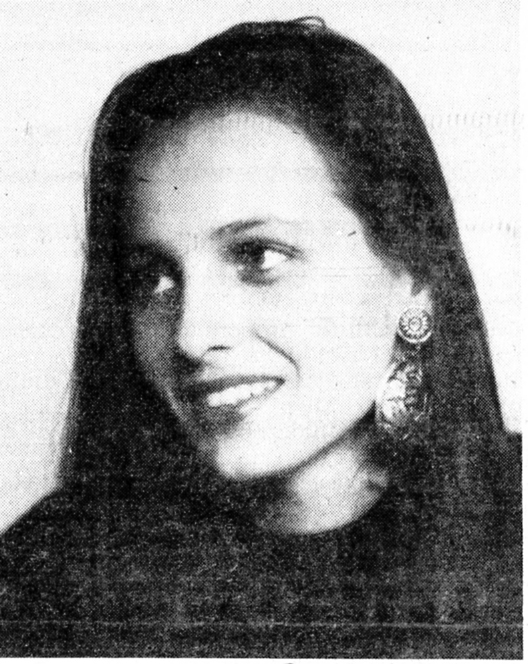
Miss International 1991
Agnieszka Kotlarska, Lengyelország

A Miss International egy évenkénti megrendezésű nemzetközi szépségverseny. Először 1960-ban rendezték meg, az 1966. évi elmaradt, ezért a 2014-es döntő az 54. volt a verseny történetében. A cím jelenlegi birtokosa a Puerto Ricó-i Valerie Hernandez.

## Története
Az első versenyeket 1967-ig a kaliforniai Long Beachen tartották meg. Ezután 1968 és 1970 között Japánban, majd 1971-ben és 1972-ben ismét Long Beachben volt a döntő. 1973 óta a verseny állandó helyszíne Japán volt, de az utóbbi néhány alkalommal előfordult, hogy Kína és Japán közösen rendezte meg a versenyt, és a döntőt Kínában tartották.
A 2009-es és a 2010-es verseny egyik célja volt, hogy adományokat gyűjtsön a szecsuáni földrengés áldozatainak. Mintegy 120000 dollárt gyűjtöttek erre a célra, amit a Nemzetközi Vöröskereszt segítségével juttattak el a rászorulóknak.

## Győztesek
A táblázat az utóbbi 5 év győzteseit mutatja.
| Dátum              | Résztvevők száma | Győztes                       | Ország         | helyszín       |
| ------------------ | ---------------- | ----------------------------- | -------------- | -------------- |
| 2009. november 28. | 65               | Anagabriela Espinoza          | Mexikó         | Csengtu, Kína  |
| 2010. november 7.  | 70               | Elizabeth Mosquera            | Venezuela      | Csengtu, Kína  |
| 2011. november 6.  | 67               | Maria Fernanda Cornejo Alfaro | Ecuador        | Csengtu, Kína  |
| 2012. október 21.  | 69               | Ikumi Yoshimatsu              | Japán          | Okinava, Japán |
| 2013. december 17. | 63               | Bea Rose Monterde Santiago    | Fülöp-szigetek | Tokió, Japán   |

## Magyar versenyzők
Magyarország eddig ötször vett részt a rendezvényen, ebből négyszer eredmény nélkül. 1991-ben és 2004-ben a nemzetközi versenyen való részvételre csupán felkérték más szépségversenyek győzteseit. 2011-ben tartották meg az első olyan országos szépségversenyt, aminek a kifejezett célja, hogy a Miss Internationalre küldjön versenyzőt. A győztes, Virágh Nóra a 2011. évi döntőn képviselte Magyarországot, novemberben.
2012-ben Kozma Klaudia képviselte Magyarországot a nemzetközi döntőben Japánban, 2013-ban pedig Ötvös Brigitta, a Miss International Hungary 2013 győztese utazott a versenyre, és 5. helyezést ért el,
 és emellett az estélyi ruhás körben őt választották a legszebbnek.
2014-ben Kármán Dalma utazott Tokióba, 2015-ben Szunai Linda fogja hazánkat képviselni.
A 2016-os Miss International Hungary Szabó Csillag lett, tehát egy éve van felkészülni a világversenyre.

## Külső hivatkozások
- Miss International Hungary hivatalos honlap
- Miss International hivatalos honlap
- GlobalBeauties.com
- Pageantopolis.com
- Grandslampageants.com
- CriticalBeauty.com